# 마하난다강

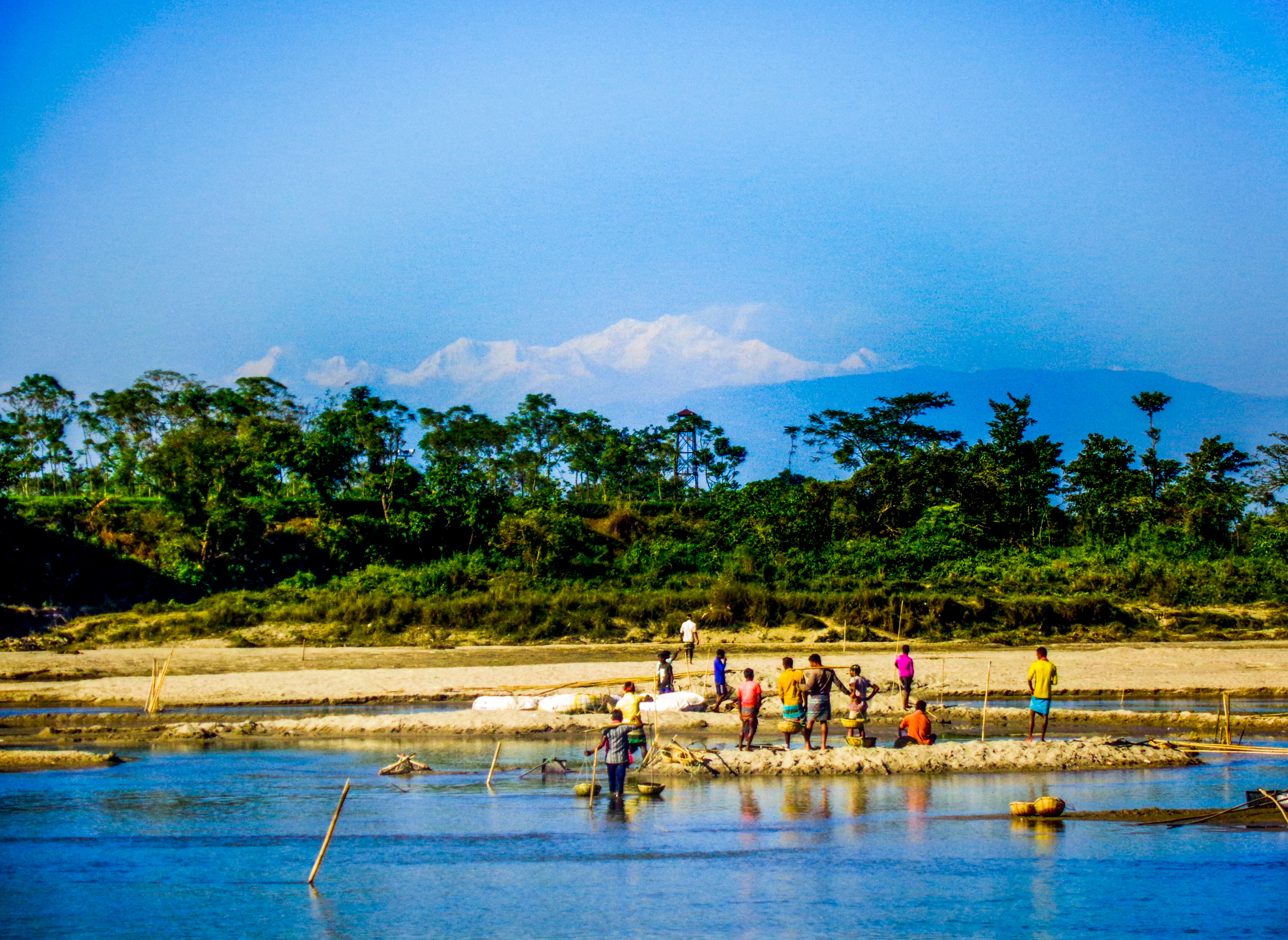
마하난다강

마하난다강(힌디어: महानंदा नदी; 벵골어: মহানন্দা নদী)은 인도의 비하르주와 서벵골주, 방글라데시를 흐르는 강이다. 그것은 갠지스강의 중요한 지류이다.

## 수로
마하난다강은 두 개의 강으로 구성되어 있는데, 하나는 풀하르강이고 다른 하나는 마하난다강이다. 풀하르강은 네팔 히말라야산맥에서 발원하여 인도 비하르주를 지나 라지마할의 왼쪽에 있는 갠지스강과 합쳐진다. 마하난다 폭포는 히말라야산맥에서 발원하여 다르질링구의 쿠르성 동쪽 침리 근처의 마할디람 언덕에 위치한다. 마하난다 야생동물 보호구역을 지나 실리구리 근처의 평원으로 내려간다. 잘파이구리구와 맞닿아 있다.